# بيل بيرد
بيل بيرد (بالإنجليزية: Bill Baird)‏ هو لاعب كرة قدم أمريكية أمريكي، ولد في 1 مارس 1939 في ليندساي في الولايات المتحدة.

## روابط خارجية
- بيل بيرد على موقع مرجع كرة القدم المحترفة.كوم (الإنجليزية)